# Campionato europeo maschile under 23 di calcio 1972
Il Campionato di calcio europeo Under-23 1972, 1ª edizione del Campionato europeo di calcio Under-23 organizzato dalla UEFA, si è svolto dal 26 aprile al 30 giugno 1972. Il torneo è stato vinto dalla Cecoslovacchia.
Le fasi di qualificazione hanno avuto luogo tra il 6 ottobre 1970 e il 5 dicembre 1971 e hanno designato le otto nazionali finaliste che si sono affrontate in gare a eliminazione diretta con andata e ritorno.
La doppia finale si è disputata il 22 e il 30 giugno 1972 tra le formazioni della Cecoslovacchia e dell'Unione Sovietica.

## Fase finale
|  | Quarti di finale | Quarti di finale | Quarti di finale | Quarti di finale | Quarti di finale |  |  | Semifinali       | Semifinali       | Semifinali     | Semifinali     | Semifinali |   |   | Finale           | Finale           | Finale | Finale | Finale |  |
|  |                  |                  |                  |                  |                  |  |  |                  |                  |                |                |            |   |   |                  |                  |        |        |        |  |
|  | Unione Sovietica | Unione Sovietica | 3                | 0                | 3                |  |  |                  |                  |                |                |            |   |   |                  |                  |        |        |        |  |
|  | Germania Ovest   | Germania Ovest   | 1                | 0                | 1                |  |  | Unione Sovietica | Unione Sovietica | 4              | 3              | 7          |   |   |                  |                  |        |        |        |  |
|  | Bulgaria         | Bulgaria         | 2                | 0                | 2                |  |  | Bulgaria         | Bulgaria         | 0              | 3              | 3          |   |   |                  |                  |        |        |        |  |
|  | Paesi Bassi      | Paesi Bassi      | 2                | 0                | 2                |  |  |                  |                  |                |                |            |   |   | Unione Sovietica | Unione Sovietica | 2      | 1      | 3      |  |
|  | Svezia           | Svezia           | 1                | 1                | 2                |  |  |                  |                  | Cecoslovacchia | Cecoslovacchia | 2          | 3 | 5 |                  |                  |        |        |        |  |
|  | Cecoslovacchia   | Cecoslovacchia   | 0                | 3                | 3                |  |  | Cecoslovacchia   | Cecoslovacchia   | 2              | 1              | 3          |   |   |                  |                  |        |        |        |  |
|  | Danimarca        | Danimarca        | 2                | 0                | 2                |  |  | Grecia           | Grecia           | 0              | 2              | 2          |   |   |                  |                  |        |        |        |  |
|  | Grecia           | Grecia           | 0                | 5                | 5                |  |  |                  |                  |                |                |            |   |   |                  |                  |        |        |        |  |

### Quarti di finale

#### Andata
| Pleven 26 aprile 1972 | Bulgaria | 2 – 2 | Paesi Bassi |  |

| Vejle 26 aprile 1972 | Danimarca | 2 – 0 | Grecia |  |

| Solna 27 aprile 1972 | Svezia | 1 – 0 | Cecoslovacchia |  |

| Erevan 29 aprile 1972 | Unione Sovietica | 3 – 1 | Germania Ovest |  |

#### Ritorno
| Atene 3 maggio 1972 | Grecia | 5 – 0 | Danimarca |  |

| Groninga 10 maggio 1972 | Paesi Bassi | 0 – 0 | Bulgaria |  |

| Gelsenkirchen 11 maggio 1972 | Germania Ovest | 0 – 0 | Unione Sovietica |  |

| Košice 14 maggio 1972 | Cecoslovacchia | 3 – 1 | Svezia |  |

#### Spareggio
| Sofia 24 maggio 1972 | Bulgaria | 2 – 0 | Paesi Bassi |  |

Passano il turno Bulgaria (4-2, dopo lo spareggio), Cecoslovacchia (3-2), Grecia (5-2) e Unione Sovietica (3-1).

### Semifinali

#### Andata
| Košice 17 maggio 1972 | Cecoslovacchia | 2 – 0 | Grecia |  |

| Leningrado 7 giugno 1972 | Unione Sovietica | 4 – 0 | Bulgaria |  |

#### Ritorno
| Atene 31 maggio 1972 | Grecia | 2 – 1 | Cecoslovacchia |  |

| Sofia 15 giugno 1972 | Bulgaria | 3 – 3 | Unione Sovietica |  |

Passano il turno Cecoslovacchia (3-2) e Unione Sovietica (7-3).

### Finale

#### Andata
| Mosca 22 giugno 1972 | Unione Sovietica | 2 – 2 | Cecoslovacchia |  |

#### Ritorno
| Ostrava 30 giugno 1972 | Cecoslovacchia | 3 – 1 | Unione Sovietica |  |